# 也波晋孟
也波晋孟（緬甸語： Yebaw Kyin Maung；1924年—2015年），原名也波吞（Yebaw Tun）或高东，缅甸共产党前总书记。“也波”在緬甸語中意為“同志”。

## 生平
也波晋孟出生于1924年的缅甸实皆，有华人血统。于1942年加入缅甸独立军；1943年加入缅甸共产党；1975年成为缅共中央委员会和政治局委员；1987年离开位于勐古缅共北方分局转移到邦桑；1989年兵变后逃亡中国，于云南重组缅共党组织。在2013年以前一直坚持写作。大约于2015年初去世。